# Josephus Marie Snickers
Josephus (Jos) Marie Snickers (Rotterdam, 12 juni 1851 - aldaar, 19 mei 1918) was een Nederlands ontwerper en architect. 
Snickers trad in 1880 als ontwerper toe tot het Rotterdamse architectenbureau van Evert Margry, een belangrijke leerling van Pierre Cuypers en voornamelijk actief in de bouw van katholieke kerken. Tegelijkertijd trad ook Everts broer Albert Margry toe tot de op 1 mei 1880 aangegane nieuwe vennootschap. Snickers was familie van P.M. Snickers, de bisschop van Haarlem (1877-1883) en later aartsbisschop van Utrecht (1883-1895) en deze familieband leidde mogelijk tot meerdere opdrachten voor het toch al succesvolle bureau. De associatie met Snickers was aangegaan voor een beperkt doel, namelijk "het vervaardigen van kerkmeubelen, beeldhouwwerken en kunstschilderwerk, alsmede polychromie en alle aanverwante handelsvakken", architectuur als zodanig was daarin niet begrepen. Er zijn geen ontwerpen of tekeningen van zijn hand bekend. De ontwerpen van interieurstukken die bewaard zijn gebleven, staan in de regel op naam van de vennootschap: Gebr. Margry & Snickers. Gezien de taakomschrijving van Snickers binnen de vennootschap, lijkt hij meer als interieur- en meubelontwerper werkzaam te zijn geweest, dan als architect.
Na de dood van Evert Margry in 1891 zette Albert Margry het bureau in associatie met Snickers voort. In 1908 verliet Snickers het bureau en ging Margry zelfstandig verder. Van zijn verdere leven is weinig bekend. Hij overleed in 1918 in Rotterdam. 

## Bron
- Archief bureau Margry, in beheer bij P.J. Margry te Amsterdam.